# La Vengeance mexicaine
Pour les articles homonymes, voir Barberousse.
Pour plus de détails, voir Fiche technique et Distribution.
La Vengeance mexicaine (Barbarosa en version originale) est un film américain réalisé par Fred Schepisi, sorti en 1982.

## Fiche technique
- Titre : La Vengeance mexicaine
- Titre original : Barbarosa
- Titre francophone : La Vengeance mexicaine[1]
- Réalisation : Fred Schepisi
- Scénariste : William D. Wittliff
- Musique : Bruce Smeaton
- Photographie : Ian Baker
- Montage : David Ramirez, Don Zimmerman
- Effets spéciaux : Marcel Vercoutere
- Production : Paul Lazarus III
- Société de production : Incorporated Television Company
- Société de distribution : Associated Film Distribution, Universal Studios
- Pays de production :  États-Unis
- Langue : anglais
- Sortie : 19 février 1982
- Durée : 90 minutes

## Distribution
- Willie Nelson
- Gary Busey
- Gilbert Roland
- Isela Vega : Josephina
- Danny De La Paz